# Европско првенство у атлетици у дворани 2015 — 3.000 метара за жене
Такмичење у трчању на 3.000 метара у женској конкуренцији на 33. Европском првенству у у дворани 2015. у Прагу одржано је 6. и 7. марта у мулти-спортској 02 Арени.
Квалификациона норма за учешће на Првенству износила је 9:05,00 минута.
Титулу освојену у Гетеборгу 2013. није бранила Сара Мореира из Португалије.

## Земље учеснице
Учествовале су 19 такмичарки из 15 земаља.
1. Аустрија (1)
2. Белорусија (1)
3. Италија (1)
4. Немачка (2)
5. Пољска (1)
6. Румунија (1)
7. Русија (1)
8. Словенија (2)
9. Србија (1)
10. Турска (1)
11. Уједињено Краљевство (3)
12. Финска (1)
13. Холандија (1)
14. Чешка (1)
15. Шведска (1)

## Рекорди
| Рекорди пре почетка Европског првенства 2015. | Рекорди пре почетка Европског првенства 2015. | Рекорди пре почетка Европског првенства 2015. | Рекорди пре почетка Европског првенства 2015. | Рекорди пре почетка Европског првенства 2015. | Рекорди пре почетка Европског првенства 2015. |
| --------------------------------------------- | --------------------------------------------- | --------------------------------------------- | --------------------------------------------- | --------------------------------------------- | --------------------------------------------- |
| Светски рекорд                                | Гензебе Дибаба                                | Етиопија                                      | 8:16,60                                       | Стокхолм, Немачка                             | 8. фебруар 2014.                              |
| Европски рекорд                               | Лилија Шобухова                               | Русија                                        | 8:27,86                                       | Москва, Русија                                | 17. фебруар 2006.                             |
| Рекорди европских првенстава                  | Френанда Рибеиро                              | Португалија                                   | 8:39,49                                       | Стокхолм, Шведска                             | 9. март 1996.                                 |
| Најбољи светски резултат сезоне у дворани     | Сали Кипјего                                  | Кенија                                        | 8:44,72                                       | Карлсруе, Немачка                             | 31. јануар 2015.                              |
| Најбољи европски резултат сезоне у дворани    | Јелена Коропкина                              | Русија                                        | 8:47,61                                       | Карлсруе, Немачка                             | 31. јануар 2015.                              |

## Најбољи европски резултати у 2015. години
Десет најбољих европских такмичарки у трци на 3.000 метара у дворани 2015. године пре почетка првенства (5. марта 2015), имале су следећи пласман на европској и светској ранг листи. (СРЛ)
| 1.  | Јелена Коропкина  | Русија               | 8:47,61 | 31. јануар  | 6. СРЛ  |
| 2.  | Лора Мјур         | Уједињено Краљевство | 8:49,73 | 31. јануар  | 7. СРЛ  |
| 3.  | Морен Костер      | Холандија            | 8:51,10 | 21. фебруар | 9. СРЛ  |
| 4.  | Кејт Ејвери       | Уједињено Краљевство | 8:53,12 | 14. фебруар | 12. СРЛ |
| 5.  | Софија Енуји      | Пољска               | 8:53,22 | 31. јануар  | 13. СРЛ |
| 6.  | Ciara Mageean     | Ирска                | 8:55,09 | 14. фебруар | 14. СРЛ |
| 7.  | Свјатлана Куделич | Белорусија           | 8:55,94 | 21 фебруар  | 16. СРЛ |
| 8.  | Ђулија Виола      | Италија              | 8:56,71 | 31. јануар  | 17 СРЛ  |
| 9.  | Сара Мореира      | Португалија          | 8:56,83 | 22. фебруар | 19. СРЛ |
| 10. | Марен Кок         | Немачка              | 8:57,87 | 31. јануар  | 21. СРЛ |

Такмичарке чија су имена подебљана учествовале су на ЕП.

## Сатница
| Датум         | Време | Ниво          |
| ------------- | ----- | ------------- |
| 6. март 2015  | 13:25 | Квалификације |
| 7. март 2015. | 18:50 | Финале        |

## Освајачи медаља
|                         |                             |                        |
| Јелена Коропкина Русија | Светлана Куделич Белорусија | Морин Костер Холандија |

## Резултати

### Квалификације
У финале пласирале су по 4 првопласиране из обе квалификационе групе (КВ) и 4 на основу постигнутог резултата (кв).
| Место | Група | Такмичарка            | Земља                | ЛР      | ЛРС     |  | Резултат | Белешка |
| ----- | ----- | --------------------- | -------------------- | ------- | ------- |  | -------- | ------- |
| 1.    | 1     | Морин Костер          | Холандија            | 8:51,10 | 8,51,10 |  | 8:57,59  | КВ      |
| 2.    | 1     | Лора Мјур             | Уједињено Краљевство | 8:49,73 | 8:49,73 |  | 8:57,71  | КВ      |
| 3.    | 1     | Маруша Мишмаш         | Словенија            | 9:00,13 | 9:00,13 |  | 8:57,96  | КВ, ЛР  |
| 4.    | 1     | Сандра Ериксон        | Финска               | 8:59,65 | 9:04,71 |  | 8:57,97  | КВ, ЛР  |
| 5.    | 1     | Светлана Куделич      | Белорусија           | 8:55,94 | 8:55,94 |  | 8:57,97  | кв      |
| 6.    | 1     | Шарлота Фуегберг      | Шведска              | 9,07:94 | 9:13,78 |  | 9:01,33  | кв, ЛР  |
| 7.    | 1     | Jennifer Wenth        | Аустрија             | 9:06,25 | 9:06,25 |  | 9:01,54  | кв, ЛР  |
| 8.    | 1     | Ђулија Виола          | Италија              | 8:56,23 | 8,56,23 |  | 9:03,00  | кв      |
| 9.    | 2     | Emelia Gorecka        | Уједињено Краљевство | 9:06,27 | 9:06,27 |  | 9:03,97  | КВ, ЛР  |
| 10.   | 2     | Јелена Коропкина      | Русија               | 8:47,61 | 8:47,61 |  | 9:04,22  | КВ      |
| 11.   | 2     | Софија Енуји          | Пољска               | 8:53,22 | 8:53,22 |  | 9:04,29  | КВ      |
| 12.   | 2     | Кристина Маки         | Чешка                | 8:58,88 | 8:58,88 |  | 9:04,72  | КВ      |
| 13.   | 2     | Кејт Ејвери           | Уједињено Краљевство | 8:53,12 | 8:53,12 |  | 9:05,14  |         |
| 14.   | 1     | Геза Фелиситас Краузе | Немачка              | 9:00,25 | 9:00,25 |  | 9:11,01  |         |
| 15.   | 2     | Озлем Каја            | Турска               | 9:04,41 | 9:04,41 |  | 9:14,35  |         |
| 16.   | 1     | Амела Терзић          | Србија               | 9:06,38 | 9:19,77 |  | 9:17,73  | ЛРС     |
| 17.   | 2     | Марен Кок             | Немачка              | 8:57,87 | 8:57,87 |  | 9:20,79  |         |
| 18.   | 2     | Клаудија Бобоча       | Румунија             | 9:03,42 | 9:03,42 |  | 9:27,82  |         |
| —     | 2     | Соња Роман            | Словенија            | 8:54,24 | 9:11,15 |  | НЗ       |         |

Подебљани лични рекорди су и национални рекорди земље коју такмичарка представља

### Финале
| Место | Атлетичарка      | Земља                | Резултат | Белешка |
| ----- | ---------------- | -------------------- | -------- | ------- |
|       | Јелена Коропкина | Русија               | 8:47,62  |         |
|       | Светлана Куделич | Белорусија           | 8:48,02  | НР      |
|       | Морин Костер     | Холандија            | 8:51,64  |         |
| 4.    | Лора Мјур        | Уједињено Краљевство | 8:52,44  |         |
| 5.    | Сандра Ериксон   | Финска               | 8:54,06  | НР      |
| 6.    | Софија Енуји     | Пољска               | 8:56,77  |         |
| 7.    | Ђулија Виола     | Италија              | 8:59,04  |         |
| 8.    | Маруша Мишмаш    | Словенија            | 8:59,51  |         |
| 9.    | Jennifer Wenth   | Аустрија             | 8:59,84  | ЛР      |
| 10..  | Кристина Маки    | Чешка                | 9:05,95  |         |
| 11.   | Шарлота Фуегберг | Шведска              | 9:06,50  |         |
| 12.   | Emelia Gorecka   | Уједињено Краљевство | 9:06,79  |         |

### Пролазна времена финалне трке
- 1.000 м — Лора Мјур — 3:00,73
- 2.000 м — Морин Костер — 5:58,47